# Высокое (Михайловский район, Амурская область)
В Амурской области в Ромненском районе тоже есть село Высокое.
Высо́кое — село в Михайловском районе Амурской области, Россия.
Входит в Новочесноковский сельсовет.

## География
Село Высокое стоит между реками Куприяниха (на западе) и Райчиха (на востоке); обе реки — левые притоки Амура.
Село Высокое расположено к востоку от Поярково.
Дорога к селу Высокое идёт от Поярково через Красную Орловку, Шадрино и Новочесноково, расстояние до районного центра — 40 км, расстояние до административного центра Новочесноковского сельсовета села Новочесноково — 10 км.
От села Высокое на восток идёт дорога на правый берег реки Райчиха к селу Винниково.

## Население
| 2002 | 2010 | 2012 | 2013 | 2014 | 2015 | 2016 |
| ---- | ---- | ---- | ---- | ---- | ---- | ---- |
| 21   | ↘3   | →3   | →3   | ↗5   | ↗6   | ↘5   |
| 2017 | 2018 |      |      |      |      |      |
| →5   | ↘4   |      |      |      |      |      |

## Инфраструктура
Жители занимаются сельским хозяйством.